# Wanzhou

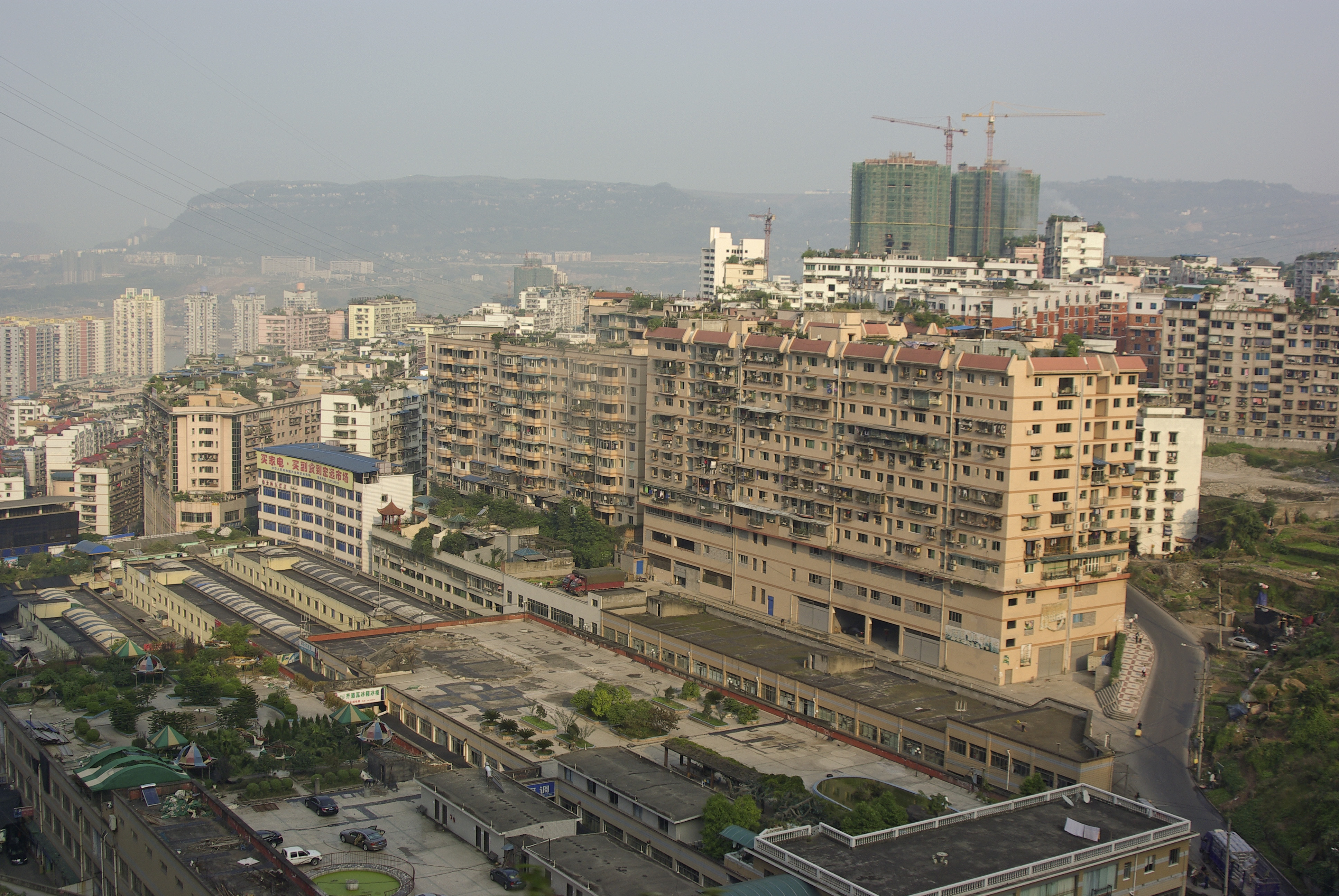
Stadtbezirk Wanzhou

Stadtbezirk Wanzhou (früher Kreis Wan "Wanxian") in Chongqing

Wanzhou (chinesisch 万州区, Pinyin Wànzhōu Qū), früher Kreis Wan (Wanxian), ist ein chinesischer Stadtbezirk der regierungsunmittelbaren Stadt Chongqing. Wanzhou hat eine Fläche von 3.457 km². Bei Volkszählungen in den Jahren 2000 und 2010 wurden in Wanzhou 1.648.870 bzw. 1.563.050 Einwohner gezählt.

## Partnerschaften
Wanzhou unterhält mit folgenden Städten und Regionen Partnerschaften:
 Département Gers, Frankreich, seit 1988
 Tscherkassy, Ukraine, seit 2003
 Waynesboro (Virginia), USA, seit 2008

## Söhne und Töchter
- Mou Qizhong, Unternehmer und reichster Mann Chinas in den späten 1990er Jahren